# Ellia Green
Ellia Green (Suva, 20 de fevereiro de 1993) é um ruguebolista de sevens australiano, campeão olímpico.

## Carreira
Green integrou o elenco da Seleção Australiana Feminina de Rugby Sevens medalha de ouro nos Jogos Olímpicos Rio 2016, ele fez três tries.

## Vida Pessoal
Ele é um homem trans.